# Innoryżak paskudny
Innoryżak paskudny (Euryoryzomys lamia) – gatunek ssaka z podrodziny bawełniaków (Sigmodontinae) w obrębie rodziny chomikowatych (Cricetidae), występujący endemicznie w Brazylii.

## Zasięg występowania
Innoryżak paskudny występuje w Goiás i zachodnim Minas Gerais, w zachodnio-środkowej Brazylii.

## Taksonomia
Gatunek po raz pierwszy zgodnie z zasadami nazewnictwa binominalnego opisał w 1901 roku brytyjski zoolog Oldfield Thomas nadając mu nazwę Oryzomys lamia. Holotyp pochodził znad rzeki Jordão, w gminie Araguari, w południowo-zachodnim Minas Gerais, w Brazylii. 
W 2006 roku dokonano rewizji podziału systematycznego, wyłączając z rodzaju Oryzomys niespokrewnione bliżej gryzonie i tworząc m.in. rodzaj Euryoryzomys. Autorzy Illustrated Checklist of the Mammals of the World uznają ten takson za gatunek monotypowy.

### Etymologia
- Euryoryzomys: gr. ευρυς eurus „szeroki”; rodzaj Oryzomys S.F. Baird, 1857 (ryżniak)[7].
- lamia: łac. lamia „wiedźma, czarodziejka”, od gr. Λαμια Lamia, w mitologii greckiej wiedźma, o której mówiono, że pożera dzieci i mężczyzn[8][9].

## Morfologia
Długość ciała (bez ogona) 141–161 mm, długość ogona 131–160 mm, długość tylnej stopy 34–36 mm; brak szczegółowych danych dotyczących masy ciała.  

## Biologia
Jest spotykany od wysokości 700 do 900 m n.p.m. Żyje wyłącznie w enklawach leśnych  na obszarach Cerrado (ale nie w lesie galeriowym). Prowadzi naziemny tryb życia.

## Populacja
Innoryżak paskudny ma wyspecjalizowane wymagania środowiskowe, przez co jest zagrożony działalnością ludzką. Dwa z trzech znanych stanowisk zostały zniszczone przez ekspansję rolnictwa, jedno znajduje się w Parku Narodowym Chapada dos Veadeiros. Populacja maleje i innoryżak paskudny jest uznawany za gatunek zagrożony wyginięciem.